# Tierra Canela
Tierra Canela is een Ecuadoriaanse cumbiaband opgericht in Quito in het jaar 1998 of 1999. De vrouwengroep staat bekend om nummers als Tu recuerdo, La carta, Escribeme en Mi joven profesor de amor. De samenstelling van de muzikale dansgroep wijzigt regelmatig.

## Geschiedenis
De groep is ontstaan uit een opnamesessie die bedoeld was voor de vrouwengroep Magia Latina. Zangeressen Mercy Álvarez en Tannya Hidalgo verzorgden initieel de zang voor een aantal opgenomen nummers, waaronder Tu recuerdo. De productiemaatschappij besloot echter deze nummers onder een nieuwe naam uit te brengen. Dat leverde meteen succes op, waarop aantal jonge vrouwen gezocht werden om het gezicht te vormen van de band, onder meer de dan 17-jarige Katty Egas Gordillo. Deze playbackte de reeds ingezongen nummers in de videoclips die voor de nummers werden opgenomen.
Mercy Álvarez liet jaren later weten dat ze ook nog latere nummers inzong voor de groep. Katty Egas ontkende dat ze niet zou gezongen hebben op het tweede album, maar erkende wel dat Mercy nog te horen is ondanks het ontbreken van credits ervoor. Het management houdt het erop dat de nummers opnieuw zijn ingezongen door de groepsleden en dat de groep is ontstaan uit een experiment.
De huidige productiemaatschappij van Tierra Canela is La Herencia Musical Records, die oorspronkelijk was opgezet om de groep Sahiro uit Quito te ondersteunen.
In de loop der jaren heeft Tierra Canela verschillende artiesten gekend. Vanaf 2001 begon de groep internationaal op te treden en brachten sindsdien meer dan 15 albums uit. Ze hebben internationaal getoerd in verschillende landen in Amerika (Ecuador, VS) en Europa (waaronder Spanje, Duitsland, Nederland en Italië). De gebrachte muziekstijl wordt omschreven als (tecno)cumbia.
Op 29 november 2024 vierde Tierra Canela hun 25-jarig bestaan met een optreden in Quito.
De groep draagt de naam Tierra Canela (Kaneelland) omdat Ecuador tijdens de Spaanse verovering bekend stond als het land van kaneel.

## Discografie

### Albums
Tierra Canela heeft volgende albums uitgebracht:
- Tu Recuerdo (2000) - zang door Mercy Álvarez en Tannya Hidalgo
  - Hits: Tu recuerdo, La carta
- Diosas de Cumbia (2002) - zang door Tannya Hidalgo en Katty Egas Gordillo
  - Hits: Mi joven professor de amor, Siempre te amaré, Diosas de cumbia.
- Varios (2005) - verzamelalbum
  - Hits: Ingratitud, Mosaico Chicha Light, Vuelo Blanco de Gaviota.
- Con más fuerza que nunca (2004)[8] - zang door Katty Egas Gordillo, Lizbeth Rivadeneira en Ksandra Moya
- Nada como lo nuestro - zang door Mayra Heredia en Liliana Moreira
- Chicha Light (2006) - zang door Tania Realpe, Katty Egas Gordillo en Betty Núñez
  - Hits: Ángel de luz, Herida de amor, De Conchas y Corales, Las Tres Marías.
- Querido Ladron (2009) - zang door Tania Realpe, Betty Nunes, Tanya Hildalgo, Veronica Basantes
  - Hits: Querido ladrón, Tú retrato, Velas encenidas, Macumba, Dos en uno, El amor no es asi.
- Llorando tu partida (2012)[9] - zang door Tania Realpe en Verónica Basantes
- Exitos de ayer y siempre - verzamelalbum
- Tierra Canela 4ta Generación - Amor que mata - zang door Esteffany (Carolina) Guerrero, (Gladis) Alexandra Ruiz (Yépez), Elena Viteri, Sandra Xime en Johanna Quistail
- Me enamoro de ti (2019)
- ¡Ay Amor! (2024)[10]
- Sabor a canela (2024)
- El Legado (2024)

### Singles eneps
- Me Enamoro de Ti (2019)
- Mosaico (mix): Llámame/Suspiros (2022)
- No Me Digan Que Estoy Llorando (2022)
- Desde La Esencia (EP, 2023)[11]
- Por Favor Me Siento Sola (2024)
- "¡Ay Amor!" (EP, 2024)[12]
- Sabor a canela (EP, 2024)[12]
- Si Tu Supieras (2024), samenwerking met de Peruaanse cumbiagroep Agua Bella
- Si Entendieras (2024)

## Artiesten
Mercy Álvarez was als ingehuurde, initiële zangeres samen met Tannya Hidalgo verantwoordelijk voor de eerste twee albums, maar is nooit lid geweest van Tierra Canela.
De groep bestond in 1998/1999 initieel uit:
- Tannya Hidalgo (initiële zangeres, samen met Mercy Álvarez)
- Gabriela Gaby Gamboa Ayala (minstens tot 2009)
- Katty Egas Gordillo (minstens tot 2006)[13]
- (Veronica) Paulina Yunda (Machado)

De leden bestaan anno 2024 uit:
- Estefanny (Carolina) Guerrero: dans en zang (sinds 2016)[14]
- (Gladis) Alexandra Ruiz (Yépez): dans en zang
- Johanna Quistial: dans en zang
- Elizabeth Nuñez (Lozada): dans en zang

Voormalige leden:
- Fabiana Buenaire Vilche: dans en zang (tot begin 2025)
- Nataly Bastidas
- Betty (Alexandra) Núñez (Rosero) (9 jaar lid geweest)[15][13]
- Tania Realpe (rond 2006 en nog steeds in 2009)[13]
- Evelyn Lora (rond 2006)[13]
- Lesly Lora (rond 2006)[13]
- (Doris) Josselin Aguas Guerrero[16]
- Ángeles Vanessa Toapanta (rond 2021)[17]
- Verónica Basantes
- Jamileth Alejandra Díaz
- Lizbeth Rivadeneira
- Mayra Heredia (ex-lid van Magia Latina, ex-lid Grupo Deseo)
- Ksandra Moya (2002-2003 en 2009, ex-lid van Magia Latina)[18]
- Lily Velásquez (2001)
- Vannessa Sacari
- Liliana Moreira De Yunda (2004)
- Sandy Soria (2007/2008)
- Vanessa Soria
- Gabriela Avilés
- Diana Guerrero
- Kelly Lozano
- Tatiana Meza
- Sandra Aguinda
- Elena Viteri
- Sandra Xime